# One Angry Juror
One Angry Juror (conocida en Francia como La colère de Sarah) es una película de drama de 2010, dirigida por Paul A. Kaufman, escrita por Rachel Abramowitz y protagonizada por Jessica Capshaw, Jeremy Ratchford y Aaron Douglas, entre otros. El filme fue realizado por The Kaufman Company, Front Street Pictures y Lifetime Television, se estrenó el 15 de noviembre de 2010.

## Sinopsis
Basada en hechos reales de la vida de Sarah Walsh, una sólida abogada de Nueva Orleans, que es parte de un tribunal de juicio por homicidio y realiza varias averiguaciones ella misma.